# Chavín (Vivero)
Chavín (llamada oficialmente Santa María de Chavín) es una parroquia española del municipio de Vivero, en la provincia de Lugo, Galicia.

## Etimología
El origen del nombre procedería del latín (villa) Flavinii, indicando la pertenencia a un possessor llamado Flavinius, hipocorístico de Flavius.[cita requerida]

## Organización territorial
La parroquia está formada por treinta y siete entidades de población, constando veintiséis de ellas en el nomenclátor del Instituto Nacional de Estadística español:

### Entidades de población
Entidades de población que forman parte de la parroquia:
- Allares
- Barreiros de Abaixo
- Batán (O Batán)
- Bodegas
- Cabanas (As Cabanas)
- Docal (O Cal)
- Calvoso
- Candorcas (As Candorcas)
- Chaos
- Choya (Choia)
- Costa (A Costa)
- Escora (A Escora)
- Fabas (Os Fabás)
- Gromedoiro (O Gromedoiro)
- Iglesia (A Igrexa)
- Lombo
- Nogarido
- Outeiro (O Outeiro)
- Palmeira
- Pedregal (O Pedregal)
- Pena (A Pena)
- Piñeiro
- Rego (O Rego)
- Rubeira (A Rubeira)
- Seara (A Seara)
- Solloso (O Solloso)
- Tarabelos (Os Tarabelos)
- Temoral (O Temoral)
- Torre (A Torre)
- Tras Viveiro
- Vilar (O Vilar)

### Despoblados
Despoblados que forman parte de la parroquia:
- Cancelas (As Cancelas)
- Castro (O Castro) (O Castro de Arriba)
- Coto (O Coto)
- Pumariño (O Pumariño)
- Riaño (O Riaño)
- Ribas

## Demografía
| Gráfica de evolución demográfica de Chavín entre 2000 y 2021 |
|                                                              |
| Datos según el nomenclátor publicado por el INE.             |